# Confederazione indipendente sindacati europei
La Confederazione Indipendente Sindacati Europei (CSE) è una Confederazione sindacale italiana fondata nel 2004.
Il segretario generale è Marco Carlomagno. La CSE FNLCA fa parte della confederazione. La sede della Confederazione si trova a Roma.